# A50高速公路 (意大利)
A50高速公路是意大利伦巴第大区的一条免费高速公路，于1965年开工建设，1968年建成通车。A50是米兰西南部的环线，与A51、A52共同构成米兰的环城高速，全长33.0公里，限速90公里/小时。该高速也是欧洲E35公路和欧洲E62公路的一部分。